# ジョーイ・ヴェラ
ジョーイ・ヴェラ（Joey Vera、1963年4月24日 - ）は、アメリカ合衆国出身のロックミュージシャン、ベーシスト。ヘヴィメタルの分野で活動し、アーマード・セイントの創設メンバーの一人としてデビューを果たした後、フェイツ・ウォーニング、モーター・シスター等のバンドでも活動している。

## 来歴
当初はギーザー・バトラー、ジョン・エントウィッスル、ジョン・ポール・ジョーンズといったハードロック系のベーシストから影響を受け、その後はファンクやフュージョンにも傾倒した。とりわけ、ロサンゼルスでジャコ・パストリアスの『ワード・オブ・マウス』・ツアーを観た時には「俺の音楽観が変わってしまった」「それまでは、俺は比較的シンプルなベース・プレイヤーだったけど、ジャコに出会ってからは、俺のスタイルも全く変わった」という。
1982年にアーマード・セイントを結成し、1983年にメタル・ブレイド・レコーズからセルフタイトルのEPを発表した後、クリサリス・レコードとの契約を得て1984年に『マーチ・オブ・ザ・セイント』でメジャー・デビューした。なお、1986年にメタリカのクリフ・バートンが事故死した後、ヴェラは後任ベーシストの候補に挙がり、オーディションを兼ねたジャム・セッションに誘われたが、最終的にはアーマード・セイントに留まる決断をし、メタリカからの誘いを断った。また、アーマード・セイント在籍時には、リジー・ボーデンのEP『テラー・ライジング』（1987年）、アルバム『マスター・オブ・ディスガイズ』（1989年）にもセッション参加した。
アーマード・セイントが一度解散した後、1994年に初のソロ・アルバム『サウザンド・フェイセス』を発表。ヴェラは同作で、ベースだけでなくボーカル、ギター、キーボードも兼任し、その後のソロ・ツアーではベースを持たず、シンガー兼ギタリストとしてステージに立った。そして、その後ベーシストとして参加したジャズ・バンドのギタリストから音楽理論を学ぶようになった。
1990年代後半には、プログレッシブ・メタル・バンドのフェイツ・ウォーニングに一時的なメンバーとして加入するが、最終的には正式ベーシストとなり、『プレザント・シェイド・オブ・グレイ』（1997年）以降、多数のアルバムに参加した。同アルバムには元ドリーム・シアターのキーボーディスト、ケヴィン・ムーアも参加しており、ヴェラはムーアが新たに立ち上げたプロジェクト「クロマ・キー」のデビュー作『デッド・エアー・フォー・レディオス』でもベースを弾いた。また、フェイツ・ウォーニングでのボーカリストであるレイ・アドラーのサイド・プロジェクト、Engineにも参加した。その後はフェイツ・ウォーニングの活動と並行して、再結成アーマード・セイントにも参加している。更にフェイツ・ウォーニング関連では、ジム・マテオスが参加しているプロジェクトOSIや、マテオスとジョン・アーチによるプロジェクト「Arch/Matheos」のアルバムでも演奏した。
ヴェラは更に、セヴン・ウィッチズのアルバム『Xiled To Infinity And One』（2002年）の制作に裏方として貢献した後、同バンドの次作『Passage to the Other Side』（2003年）にはベーシストとしても全面参加した。2004年から2005年には、フランク・ベロの代役としてアンスラックスのツアー・ベーシストを務めた。
2015年には、スコット・イアンを中心に結成したモーター・シスター（Mother Superiorのトリビュート・バンド）としてのデビュー・アルバム『ライド』がリリースされた。2019年12月、マーシフル・フェイトが2020年夏に計画している再結成ツアーに、ティミ・ハンセンの代役として参加することが報じられた。

## ディスコグラフィ

### ソロ・プロジェクト
- 『サウザンド・フェイセス』 - A Thousand Faces（1994年）
- Circles（2007年、「A Chinese Firedrill」名義）

### リジー・ボーデン
- 『テラー・ライジング』 - Terror Rising（1987年、EP）※3曲に参加
- 『マスター・オブ・ディスガイズ』 - Master of Disguise（1989年）※一部の曲のみ参加

### フェイツ・ウォーニング
- 『プレザント・シェイド・オブ・グレイ』 - A Pleasant Shade of Gray（1997年）
- 『スティル・ライフ』 - Still Life（1998年、ライブ）
- 『ディスコネクテッド』 - Disconnected（2000年）
- 『FWX』 - FWX（2004年）
- Darkness in a Different Light（2013年）
- 『セオリーズ・オヴ・フライト』 - Theories of Flight（2016年）
- 『ロング・デイ・グッド・ナイト』 - Long Day Good Night（2020年）

### Tribe after Tribe
- Pearls Before Swine（1997年）
- Enchanted Entrance（2002年）

### クロマ・キー
- 『デッド・エアー・フォー・レディオス』 - Dead Air for Radios（1998年）

### Engine
- Engine（1999年）
- Superholic（2002年）

### セヴン・ウィッチズ
- Passage to the Other Side（2003年）
- Deadly Sins（2007年）

### OSI
- 『フリー』 - Free（2006年）

### ベースインヴェイダーズ
- 『ヘルベースビーターズ』 - Hellbassbeaters（2008年）

### Arch/Matheos
- Sympathetic Resonance（2011年）
- Winter Ethereal（2019年）※2曲に参加

### モーター・シスター
- 『ライド』 - Ride（2015年）